# Тромбопоэз
Тромбопоэз, или тромбоцитопоэз, — это разновидность процессов гемопоэза, приводящая к образованию тромбоцитов.
Тромбоциты являются безъядерными и лишёнными клеточных органелл осколками цитоплазмы мегакариоцитов. Единичный мегакариоцит способен дать начало тысячам тромбоцитов.
Термин «тромбоцитопоэз» иногда используется специально для того, чтобы подчеркнуть клеточную природу явления, то есть то, что речь идёт о генерации клеток (тромбоцитов), а не о генерации тромбов.
Тромбопоэтин стимулирует мегакариопоэз (мегакариоцитопоэз), процесс созревания и дифференцировки предшественников мегакариоцитов — CFU-Meg, мегакариобластов и промегакариоцитов. Выделившись, тромбопоэтин связывается со своим рецептором на мембране клеток-предшественников мегакариоцитов, так называемым c-mpl. После связывания тромбопоэтина с рецептором внутриклеточная передача сигнала приводит к росту клеток-предшественников мегакариоцитов, их созреванию и дифференцировке, стабилизации клеточной мембраны, образованию тромбоцитарных гранул и демаркации цитоплазмы на области, предназначенные затем фрагментироваться, «отшнуроваться» от родительской клетки-мегакариоцита и стать зрелыми тромбоцитами. Эти «предтромбоцитарные области» затем фрагментируются в зрелые тромбоциты и отделяются (отслаиваются, отшнуровываются) от родительской клетки. Этот последний этап тромбоцитопоэза, непосредственное формирование и отшнуровка тромбоцитов от мегакариоцита, как было показано в экспериментах in vitro, не зависим от стимуляции тромбопоэтином, в отличие от процессов мегакариопоэза (размножения, созревания и дифференцировки предшественников мегакариоцитов).